# Зайфридсберг
Зайфридсберг (нем. Schloss Seyfriedsberg или нем. Schloss Seifriedsberg) — замок в общине Циметсхаузен в районе Гюнцбург административного округа Швабия в земле Бавария в Германии.

## История
Имение впервые упоминается 4 апреля 1251 года как резиденция министра Конрада Шпаннагеля. В 1280 году король Рудольф I образует маркграфство Бургау с резиденцией в Зайфридсберге. 5 апреля 1293 года маркграф Генрих II фон Бургау продал поместье епископу Вольфхарту фон Аугсбургу. Около 1306 года имение вновь переходит в руки Габсбургов, которые передают его в залог влиятельному гражданину Ульму Кунцельманну (Ulmer Bürger Kunzelmann).
В период с 1529 по 1568 год Карл Виллинджер фон Шенеберг (Carl Villinger von Schöneberg) построил в поместье замок, а в начале XVII века Карл Виллинджер фон Шенеберг (младший) устроил в поместье дворцовый парк.
В 1628 году замок перешёл в залог к камергеру маркграфства Бургау Якобу де Сен-Винсенту (Jakob de Saint Vincent). Им в 1631 году к замку было пристроено южное крыло с воротами.

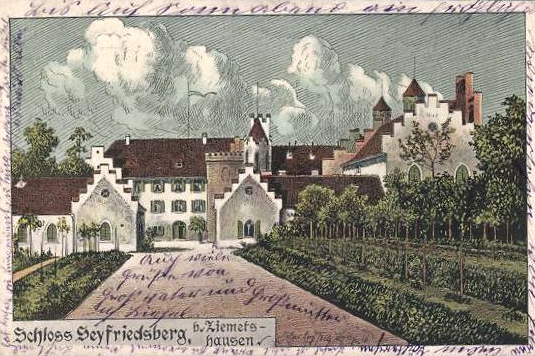
Замок в XIX веке

В ноябре 1667 года замок перешёл в пользование Эрнста цу Эттинген-Валлерштейн (Ernst Graf zu Oettingen-Wallerstein), а после того, как Габсбурги отменили залог, поместье в 1751 году было выкуплено Филиппом Карлом фон Эттинген-Валлерштейном (Philipp Karl Graf von Öttingen-Wallerstein) и перешло в частное владение с правом наследования.
В последующие века замок неоднократно перестраивался: в 1810 году были построены двойные арки моста над замковым рвом (при этом при его ремонте в 1891 году были обнаружены фрагменты средневекового моста); с 1838 по 1851 год в главном здании проводился капитальный ремонт и в 1846 году на месте хозяйственных построек возведены двухэтажное северо-западное крыло — так называемая библиотека с башней, увенчанной остроконечной крышей. В комплекс вошли дом садовника и дом смотрителя.
В 1846 году принцем Карлом Ансельмом цу Эттинген-Валлерштейном в дворцовом парке были высажены растения со всего мира. В настоящее время парк доступен для обозрения круглый год.
В 1945 году замок был разграблен французскими войсками. Ряд ценных антикварных книг из библиотеки замка были проданы с аукциона.
В 2016 году наследники Эттинген-Валлерштейны продали замок с небольшими наделами земли четырём частным владельцам из Аугсбургской компании Impuls Finanzmanagement AG. До 2019 года постройки предлагались собственниками в аренду.
В 2024 году замок приобрела Берлинская и Германская епархия Русской православной церкви заграницей с целью перевода в него монашеского братства монастыря преподобного Иова Почаевского. При этом со стороны епархии было дано обещание, что уникальный дворцовый парк будет беспрепятственно доступен для посетителей круглогодично. 10 ноября 2024 года в день своего престольного праздника монастырь преподобного Иова Почаевского торжественно отметил передачу ключей в замке Зайфридсберг. Около 500 человек прибыли со всей Германии, чтобы принять участие в первом молебне у стен нового монастыря.